# جان كابو
جان كابو (بالفرنسية: Cabu)‏ (مواليد 13 يناير 1938 - الوفاة 7 يناير 2015) والاسم القلمي له «كابو» هو رسام كارتون ورسام كاريكاتير فرنسي. كان يعمل في صحيفة شارلي إبدو، وقتل في الهجوم على صحيفة شارلي إبدو.

## السيرة الذاتية
بدأ كابو بدراسة الفن في مدرسة آستين في باريس، ونشرت رسومه للمرة الأولى سنة 1954 من قِبل أحد الصحف المحلية. طُلب للتجنيد الإجباري في الجيش الفرنسي لأكثر من عامين أثناء ثورة التحرير الجزائرية، واستُخدمت موهبته الفنية في الرسم لمطبوعات الجيش الفرنسي من خلال مجلة بليد وباري ماتش. وفي ذلك الوقت أصبح متشدداً ضد الأعمال العسكرية والعنف الذي تقوم به بلاده.
وبعد خروجه من الجيش سنة 1960، شارك بتأسيس مجلة هارا كيري. إزدادت شعبية كابو في سبعينات وثمانينات القرن العشرون عندما شارك في تقديم أحد البرامج التليفزيونية للأطفال. كما استمر بعمله في مجال الكاريكاتير السياسي في صحيفتي شارلي إبدو ولوكينا هوجيني.
قام جان كابو في 1966، بتغطية قضية المهدي بن بركة لأجل صحيفة لو فيغارو.

### الرسوم المسيئة للنبي محمد
في فبراير 2006 تم نشر كرتون لكابو على غلاف شارلي إبدو مؤيد للرسوم الكاريكاتورية المسيئة لمحمد في صحيفة يولاندس بوستن تسبب بمزيد من الجدل والدعاوى القضائية.
في الفترة من سبتمبر 2006 إلى يناير 2007، افتتح معرضاً بعنوان «كابو» كانت تنظمه قاعة مدينة باريس.

## روابط خارجية
- جان كابو على موقع IMDb (الإنجليزية)
- جان كابو على موقع ألو سيني (الفرنسية)
- جان كابو على موقع ميوزك برينز (الإنجليزية)
- جان كابو على موقع أول ميوزيك (الإنجليزية)
- جان كابو على موقع ديسكوغز (الإنجليزية)
- جان كابو على موقع قاعدة بيانات الفيلم (الإنجليزية)
- جان كابو على موقع كينوبويسك (الروسية)